# Bestiari (llibre)
Un bestiari és un tipus de llibre que recull les bèsties i monstres explicant la seva simbologia i atributs. És un gènere literari bàsicament medieval, en què es transmetia mitjançant manuscrits il·luminats amb funció didàctica (els animals es relacionaven amb les virtuts i defectes, seguint la tradició de la faula, o bé exemplificaven les meravelles del món creat per Déu).
El gènere dels bestiaris va assolir el cim al segle XII, si bé va continuar en el Renaixement i com a inspiració perduren en la literatura contemporània.
A l'Edat Mitjana l'ús de l'al·legoria era predominant a les obres escrites i els bestiaris medievals seguien aquesta tradició. Amb la presentació d'éssers híbrids meitat humans feien preguntes sobre quina és l'essència de la humanitat, contrastant-la amb la deformitat i l'animalitat.
Els bestiaris en llatí s'agrupen en famílies:
- Família I: basada en el Physiologus grec; conté tres subfamílies, segons usin a més a més Isidor de Sevilla, Hugues de Fouilloy o no.
- Família II: basada en una barreja d'escriptors cristians.
- Família III: basada en Bernard Silvestre.
- Família IV: bestiaris d'inspiració anglesa.
- Família V: bestiaris d'inspiració alemanya.

Hi ha bestiaris en altres llengües, entre aquestes el català.

## Bestiaris medievals
- Ramon Llull: Llibre de les bèsties.

## Bestiaris contemporanis
- Cels Gomis i Mestre (1910, reeditat el 2014 amb il·lustracions de David Granato), Zoologia popular catalana
- Pere Quart, Bestiari (1937), amb il·lustracions de Xavier Nogués i musicat per Manuel Oltra.
- Josep Carner, Bestiari (1964)
- Mercè Rodoreda, Bestiari i altres poemes
- Joan Fuster, Bestiari "Quaderns de zoologia" (inèdit). Universitat de València, 2005.
- Antoni Rovira i Virgili, Teatre de la natura. Editorial Lumen, 1983.
- Adolf Gisbert, Bestiari enigmàtic. Bestiari críptic. Bestiari arcà. Bestiari celat. (1998-1999)
- Julio Cortázar Bestiario (1951)
- Apollinaire El bestiari
- Franz Kafka Bestiari